# Урбанський Михайло Васильович
Михайло Васильович Урбанський (нар. 23 квітня 1972, м. Шумськ Тернопільської області, Україна) — український фотохудожник, фотожурналіст.

## Життєпис

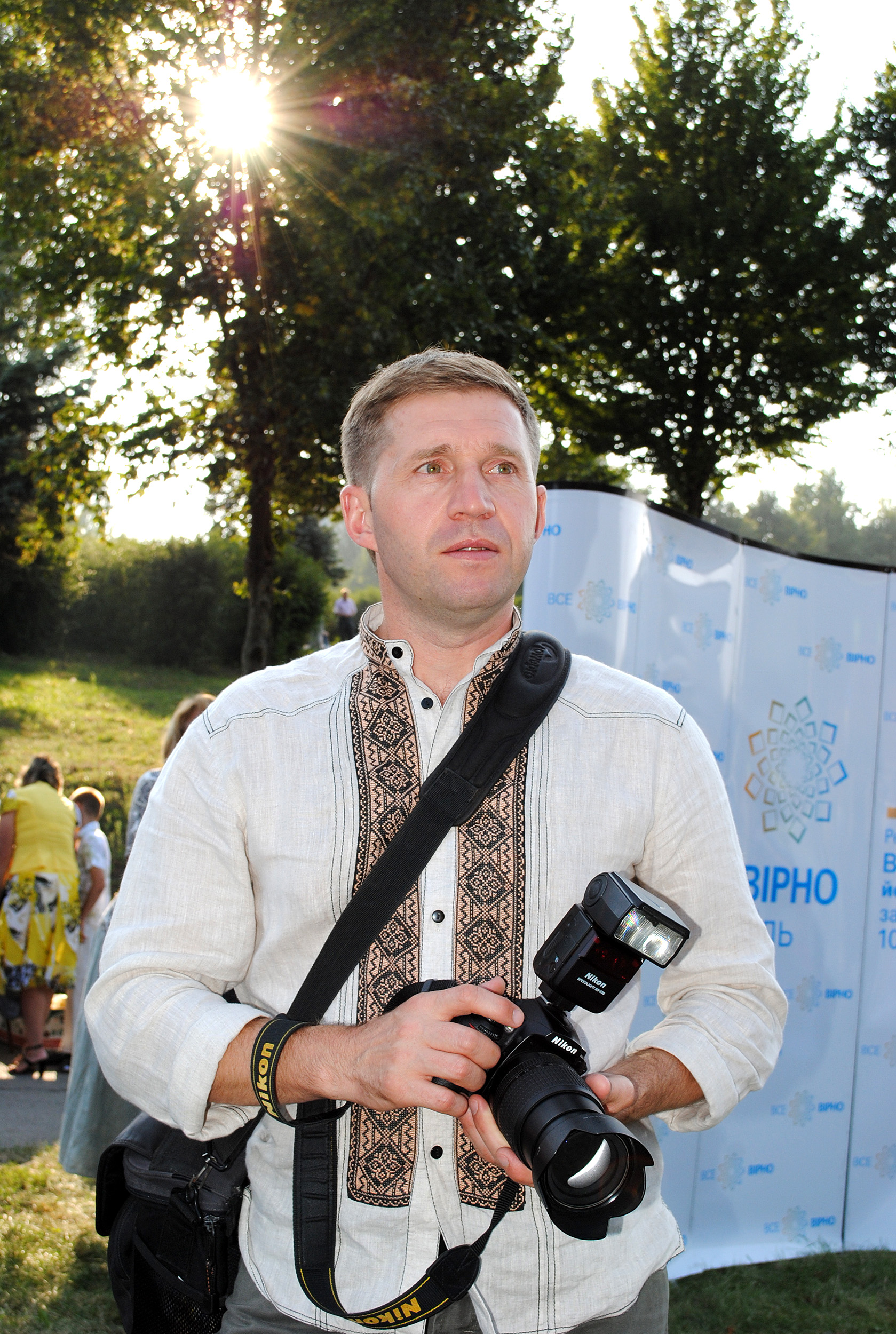
Михайло Урбанський (28.08.2011)

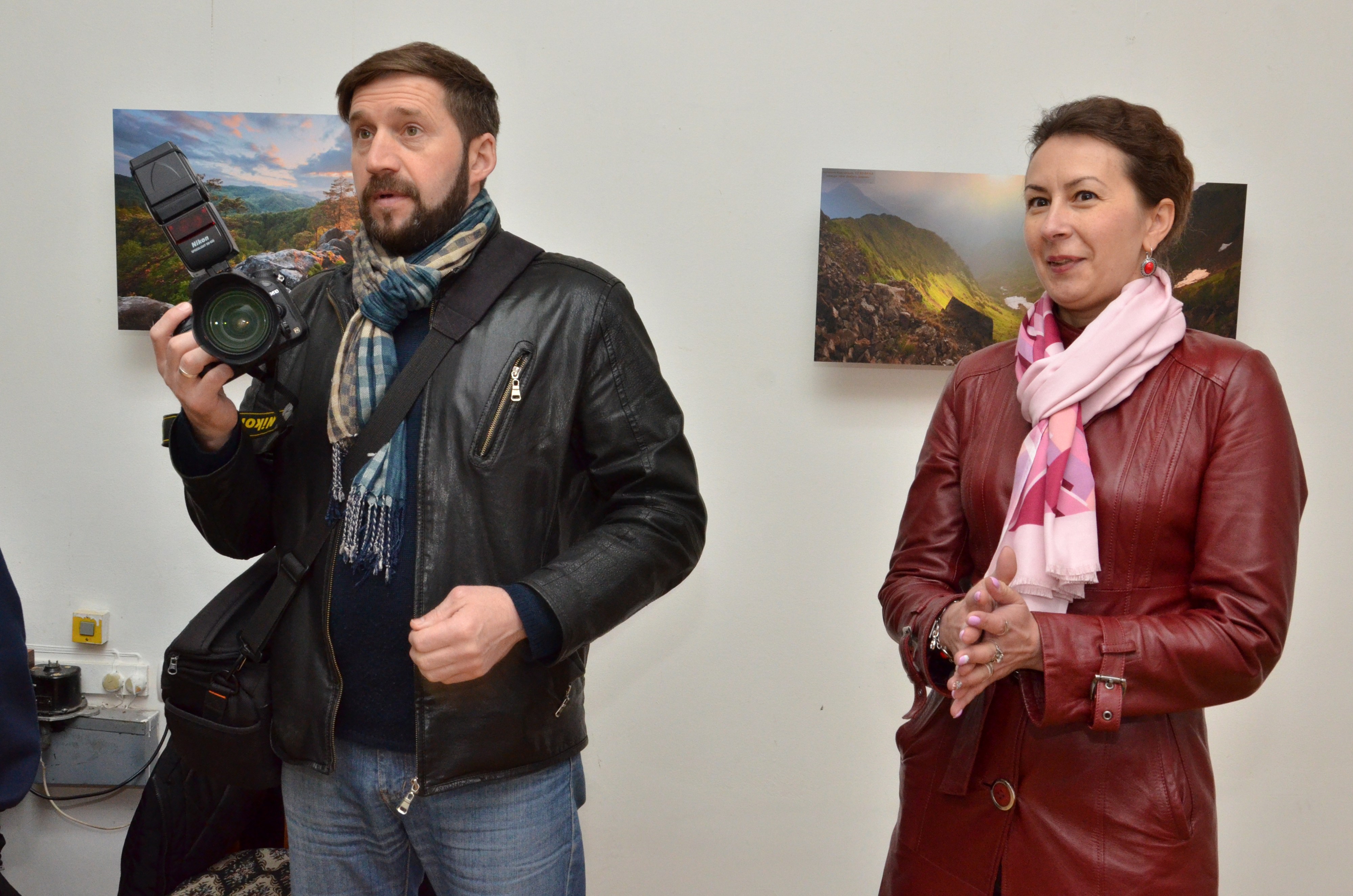
Михайло Урбанський і вчителька укpаїнської мови і літеpатуpи та заpубіжної літеpатуpи Колиндянської ЗОШ І-ІІІ ст. Світлана Дячок (Педагог Світлана) під час нагородження переможців Місяця Тернополя та відкриття виставки переможців конкурсів «Вікі любить Землю» і «Вікі любить пам'ятки» 8 квітня 2017 року в Тернопільському обласному краєзнавчому музеї.

Навчався в Шумській загальноосвітній школі № 1 і Тернопільському ПТУ № 11. Військову службу проходив на Північному флоті, де став військовим фотографом.
Після військової служби працював фотографом у Тернополі, був фотокореспондентом місцевих періодичних видань.
Від 2007 року став співвласником фотостудії «Студія 7». Працює в ТО КП "ФІРМА "КІНОДНІСТЕР". Одружений.

## Фотосправа
Світлини Михайла Урбанського друкувалися в періодичних виданнях Тернополя — «RIA плюс», «20 хвилин», «Вільне життя плюс», «Свобода», «Тернопіль вечірній», «Нова тернопільська газета», «Місто» й інші, також Львова.
У січні 2012 — грудні 2015 року працював у ТМ «НАТАЛІ-МОДА» (виробника весільного, вечірнього та дитячого одягу) фотографом-дизайнером, беручи активну участь у створенні весільних та вечірніх каталогів.
Певний час був карикатуристом та фотографом журналу «Бізнес-компаньйон».
Співпрацював з акторами Тернопільського обласного драмтеатру, артистами філармонії. Фотографував тернопільські гурти «Джазова фіра» , «Холодне Сонце», а також виконавців — Світлану Сорочинську, Тетяну Назарко, Діану Файко, Каріну Мазурик та інших.
Захоплюється танцями і стрільбою. Полюбляє сплави, катання на лижах, ковзанах, велосипеді, грати в боулінг.

### Доробок
- ілюстрації книги «Борщівські сорочки» Віри Матковської,
- карикатури до книги «Як заробити на кризі» (2009),
- фотосесії Полтавського хлібокомбінату.

### Виставки
- фотовиставка боді-арту в арт-клубі «Коза» (2008, Тернопіль), співавтор — художник Василь Лисак, який розмальовував тіла моделей.